# Els Pastorets de Girona
Els Pastorets de Girona és una representació teatral que s'ha dut a terme a Girona en les darreres dècades.
Girona va tenir els Pastorets del Centre Cultural de l’Institut Vell fins l’any 1966, on es van representar La rosa de Jericó o L’Estel de Natzaret. Aproximadament els mateixos anys es van programar els Pastorets a l'escola de La Salle de Girona, que van començar a representar-se en la postguerra i es van allargar fins al 1967.
Més endavant, un període de 41 anys, tancat amb la mort de Joan Ribas i Feixas, va ser el de més durada que ha tingut la ciutat de Girona pel que fa a la representació nadalenca, que es feia al Teatre Municipal de Girona. Cinc dels anys d’aquest muntatge es van haver de fer però a l'església de Sant Domènec, a causa de les obres de remodelació del teatre esmentat. Durant aquesta etapa de més de 40 anys, el text es basava en l’obra de mossèn Gay El misteri de Nadal i disposava de texts escrits pel mateix Joan Ribas.
L'Ajuntament de Girona va anunciar que el 2023 els Pastorets serien produïts per l'Associació Pastorets de Girona, de nova creació.